# John Hartson
John Hartson, nacido el 5 de abril de 1975 en Swansea, es un exfutbolista galés. Ha jugado por su selección en 51 ocasiones, siendo considerado uno de los mejores delanteros de la historia de su país. En febrero de 2006, Hartson decidió su retiro de la selección.
Su carrera comenzó en 1992 en el Luton Town. Luego pasó por diversos equipos como Arsenal, West Ham, Wimbledon y Coventry City , antes de ser vendido en £6.000.000 al Celtic de Escocia.
En 2005 compartió el premio de Futbolista del año en Escocia con Fernando Ricksen del Rangers. Un mes después fue considerado el mejor jugador de la liga por la BBC.
El 5 de abril de 2006, anotó el gol de la victoria contra el Hearts, en el día de su cumpleaños número 31, para conseguir el título de liga. A finales de junio de 2006, Hartson firmó un contrato por 2 años con West Bromwich Albion por £500.000.
En enero de 2008 fue liberado por el West Brom a falta de seis meses para finalizar su contrato. Un mes después, Hartson anunció su retiro del fútbol profesional.
En julio de 2009 se reveló que sigue tratamiento contra un cáncer de testículo que devino en metástasis, afectando el cerebro y los pulmones.

## Clubes
| Club                 | País       | Año       | Partidos | Goles |
| -------------------- | ---------- | --------- | -------- | ----- |
| Luton Town           | Inglaterra | 1992-1994 | 54       | 11    |
| Arsenal              | Inglaterra | 1995-1996 | 53       | 14    |
| West Ham United      | Inglaterra | 1997-1998 | 60       | 24    |
| Wimbledon F.C.       | Inglaterra | 1999-2000 | 49       | 20    |
| Coventry City        | Inglaterra | 2001      | 12       | 6     |
| Celtic               | Escocia    | 2001-2006 | 146      | 89    |
| West Bromwich Albion | Inglaterra | 2006-2007 | 21       | 5     |
| Norwich City         | Inglaterra | 2007      | 4        | 0     |
| West Bromwich Albion | Inglaterra | 2007-2008 | 0        | 0     |

- Datos: Q356392
- Multimedia: John Hartson / Q356392